# 托莫維克冰原島峰
74°59′S 161°51′E / 74.983°S 161.850°E
托莫維克冰原島峰（英語：Tomovick Nunatak），是南極洲的冰原島峰，位於維多利亞地的斯科特海岸，處於傑拉許山以西17公里，美國地質調查局根據測量和該國海軍的空中照片繪入地圖，現時由南極條約體系管理。